# Кисоро (округ)
Кисоро — округ в Западной области Уганды. По состоянию на 2010 год в округе проживает 247 300 человек. Площадь территории составляет 729,6 км². На севере граничит с округом Канунгу, на юге граничит с Руандой, на западе с Демократической Республикой Конго. Основной экономической деятельностью является выращивание продовольственных культур, таких как кукуруза и картофель. Более 95% населения исповедуют христианство. Основное население округа составляет народ Чига. На территории округа располагается национальный парк — Непроходимый лес Бвинди, вулкан Буфумбира.
Административный центр — Кисоро.